# Archieparchia Banijas
Archieparchia Banijas (łac. Caesariensis o Paneadensis) – eparchia Kościoła melchickiego w metropolii Tyru w Libanie. Została ustanowiona 25 lutego 1886, zaś 18 listopada 1964 została podniesiona do rangi archieparchii. Nazwa eparchii pochodzi od Banijas, arabskiego określenia ruin starożytnej Cezarei Filipowej. Same ruiny znajdują się obecnie w granicach Izraela, natomiast archieparcha Banijas rezyduje w libańskim mieście Mardż Ujun. 

## Główne świątynie
- Katedra: Katedra św. Piotra w Mardż Ujun

## Eparchowie
- Barakat Géraigiry (1986–1898)
- Clément Malouf BS (1901–1941)
- Isidore Fattal (1943)
- Leontios Kilzi BA (1944–1951)
- Athanase Ach-Chaer BC (1951–1984)
- Nicolas Hajj BS (1984–1985)
- Antoine Hayek BC (1989–2006)
- Georges Nicolas Haddad SMSP (od 2006)